# Музей Сарагосы
Музе́й Сараго́сы (исп. Museo de Zaragoza) — один из крупнейших музеев в Испании, расположен в городе Сарагоса.
В его коллекциях находятся археологические и этнографические экспонаты, художественные работы, изделия из керамики. В музее имеется библиотека, реставрационный отдел, в нём проводятся учебные и общественные мероприятия.

## История
Это старейший музей в столице Арагона, расположенный в здании эпохи нового возрождения, построенный по проекту архитекторов Рикардо Магдалины (исп.) и Хулио Браво (исп.).
Здание построено в 1908 году, музей открыт в 1911 году.
Также называется Музей изящных искусств.

## Коллекции музея
В музее экспонируется коллекция предметов доисторической эпохи, мозаика и различные предметы, обнаруженные при раскопках и датируемые временем первого римского поселения. Интересно собрание предметов мусульманского искусства из дворца Альхаферия, романская и ренессансная живопись и скульптура.
Отдельный зал отведён работам Франсиско Гойи. Здесь можно видеть его автопортрет, портреты Сан-Карлоса, Фердинанда VII, Карлоса IV и Марии-Луизы Пармской, а также гравюры из серии «Капричос».
Осмотр музея завершается в зале современного искусства.

### Секция керамики
Секция керамики музея Сарагосы находится в здании Альбаррасин, справа от входа в парк Примо-де-Ривера, рядом с этнологическим отделом. Выставка посвящена развитию арагонского гончарного мастерства, начиная с каменного века и заканчивая сегодняшним днём. Особое внимание уделено характерным керамическим изделиям, изготавливаемым в Муэле и Теруэле и считающимися лучшими в мире.

### Художественная секция
Работам Франсиско Гойи в музее отведён целый отдельный зал.
- Некоторые произведения Гойи, находящиеся в музее
- Посвящение Святого Алоисия, покровителя молодёжи
- Венера и Адонис
- Экстаз св. Антония
- Дева де Пилар